# لائحة جرائم الحدود
لائحة جرائم الحدود كانت مجموعة خاصة من قوانين الراج البريطاني، ولاحقًا في باكستان، والتي كانت مطبقة على المناطق القبلية الخاضعة للإدارة الاتحادية. تم سنها في القرن التاسع عشر وظلت سارية في باكستان حتى عام 2018. تم تمديدها إلى وكالة غلغت في جامو وكشمير في عام 1901 وإلى بلتستان في عام 1947، وظلت سارية حتى السبعينيات.
وينص القانون على أن ثلاثة حقوق أساسية غير قابلة للتطبيق لسكان المناطق القبلية: الاستئناف، والوكيل، والدليل (الحق في طلب تغيير الإدانة في أي محكمة، والحق في التمثيل القانوني، والحق في تقديم أدلة مسببة).
بعد إقرار التعديل الخامس والعشرين لدستور باكستان من قبل مجلسي البرلمان والمجلس الإقليمي لخيبر بختونخوا، ألغى الرئيس ممنون حسين اللائحة واستبدلها بلائحة الحوكمة المؤقتة للمناطق القبلية الاتحادية 2018، والتي تحدد مستقبل دمج المناطق القبلية مع خيبر بختونخوا ووضع المناطق القبلية الخاضعة للإدارة الفيدرالية المباشرة، وإزالة وضعها شبه المستقل.

## التاريخ
تم سن قانون جرائم القتل العمد في الراج البريطاني (الذي شملت باكستان الحديثة) في عام 1867 لمنح الحكومة سلطات إضافية لمحاكمة الجرائم الخطيرة مثل القتل. أعيد سن القانون في عام 1873 مع تعديلات طفيفة، ومرة أخرى في عام 1877 باسم «قانون غازي» لاستخدامه في المناطق الحدودية التي يسكنها البشتون. أدى ترسيم البريطانيين أحادي الجانب لخط ديورندعام 1893 باعتباره الحدود بين أفغانستان والهند، والذي أدى إلى تقسيم قبائل البشتون عبر الحدود ، إلى مزيد من العداء بين البشتون.
كانت اللائحة غير كافية لاحتواء معارضة البشتون للحكم البريطاني والحكومة، لذلك تمت إضافة مواد جديدة إليها من وقت لآخر. أخذت اللائحة شكلها الحالي بشكل أساسي عام 1901. في عام 1947، أضاف دومينيون باكستان البند الذي ينص على أنه يمكن اعتقال السكان دون تحديد الجريمة.
تسمح اللائحة بالعقاب الجماعي للعائلة أو أفراد القبيلة على جرائم الأفراد. وتسمح بإنزال العقوبة من قبل المجالس القبلية غير المنتخبة وتحرم المتهم من حق المحاكمة أمام القضاء. يمكن أيضًا تحميل زعماء القبائل مسؤولية تسليم المشتبه بهم المتهمين من قبل الحكومة الاتحادية دون تحديد جريمة. يمكن أن يؤدي عدم الامتثال إلى جعل زعماء القبائل عرضة للعقاب. جادل نشطاء حقوق الإنسان والقضاء الأعلى بأن القانون ينتهك حقوق الإنسان الأساسية.
يحرم القانون المدانين بارتكاب جريمة من قبل مجلس القبيلة من الحق في استئناف إدانتهم في أي محكمة. ويمنح الحكومة الاتحادية الحق في مصادرة الممتلكات الخاصة في المناطق القبلية وإدانة أي فرد دون اتباع الإجراءات القانونية الواجبة. ويسمح للحكومة بتقييد دخول أحد أفراد قبائل المناطق القبلية إلى باقي أنحاء باكستان. الأحكام التمييزية للائحة، الموضوعية وكذلك الإجرائية - على سبيل المثال اختيار أعضاء مجلس النواب (القسم 2)، وإجراءات المحاكمة في المسائل المدنية / الجنائية (القسمان 8 و11)، وهدم وتقييد بناء قرية أو برج في المقاطعة الحدودية الشمالية الغربية (القسم 31)، طريقة الاعتقال / الاحتجاز (القسم 38 و39) الأمن لحسن السلوك (المادتان 40 و42) وفرض / تحصيل الغرامات (الأقسام 22-27)، تنتهك دستور باكستان . تحرم اللائحة سكان القبائل: الحق في أن يتم التعامل معهم وفقًا للقانون؛ ضمانات الاعتقال والاحتجاز؛ الحماية من التعرض لخطر مزدوج أو تجريم الذات؛ حرمة كرامة الإنسان؛ حظر التعذيب بغرض انتزاع الأدلة؛ حماية حقوق الملكية؛ والمساواة بين المواطنين.
تضمن مواد أخرى من دستور باكستان، مثل المادة 247، عدم قدرة سكان المناطق القبلية على قلب قانون اللائحة.

## إصلاحات عام 2011
في أغسطس 2011، أصدر الرئيس آصف علي زرداري أمراً رئاسياً لتعديل لائحة الجرائم. يُنظر إلى الإصلاحات على نطاق واسع على أنها أكثر التغييرات جوهرية في تاريخ التنظيم البالغ 110 سنوات، وتضمنت حدودًا زمنية جديدة لمقدار الوقت الذي يمكن لمسؤولي الإدارة المحلية انتظاره قبل إبلاغهم بأنهم أخذوا شخصًا ما أسيرًا. بالإضافة إلى ذلك، وضعت تعديلات 2011  قيودًا جديدة على بند المسؤولية الجماعية في اللائحة. من بين التغييرات الأخرى، تضمنت التغييرات ما يلي:
- حماية النساء والأطفال دون سن 16 وجميع الأشخاص فوق 65 من المسؤولية الجماعية
- حظر اعتقال قبيلة بأكملها تحت المسؤولية الجماعية
- المهل الزمنية للفصل في القضايا
- توفير عملية استئناف أكثر استقلالية
- سلطة الاستئناف لمراجعة القرارات
- تعزيز محكمة المناطق القبلية الخاضعة للإدارة الاتحادية
- سلطة نقل القضايا من الوكيل السياسي إلى الوكيل السياسي المساعد
- مفهوم الكفالة
- تفتيش السجن
- إشارة طوعية إلى مجلس الحكماء ومجلس الشعب
- إدراج العادات والتقاليد المحلية (رواج)
- غرامات على المجتمعات في حالة القتل
- الحرمان من الراتب العام للضلوع في جريمة
- التوقيف من قبل سلطات غير الوكيل السياسي
- الضوابط على السلطة التعسفية للاعتقال
- العقوبة والتعويض عن الملاحقات الكاذبة
- لا حرمان من حقوق الملكية دون تعويض
- تدقيق أموال الوكيل السياسي

## الوضع الحالي في باكستان
وفقًا للائحة على الرغم من وجود ممثلين قبليين منتخبين، لا يمكن للبرلمان الباكستاني أن يلعب دورًا في شؤون المناطق القبلية.
تنص المادة 247 من الدستور الباكستاني على عدم تطبيق أي قانون برلماني على المناطق القبلية، ما لم يوافق رئيس باكستان. فقط الرئيس هو المخول بتعديل القوانين وإصدار المراسيم الخاصة بالمناطق القبلية. وبالتالي، فليس للممثلين المنتخبين رأي في إدارة المناطق القبلية. كما أنه يلغي الولاية القضائية للمحاكم الباكستانية على المناطق القبلية.
أدان العديد من القضاة المادة 247 ونظام الجرائم الاتحادي. قال رئيس قضاة المحكمة العليا، القاضي ألفين روبرت كورنيليوس، إن لائحة الجرائم «بغيضة لجميع المبادئ الحديثة المعترف بها التي تحكم إقامة العدل».
بعد إجراء تصويت بالإجماع على الثقة في 29 مارس 2008، أعرب رئيس الوزراء الباكستاني آنذاك، يوسف رضا الكيلاني، عن رغبة حكومته في إلغاء اللائحة.

## دمج المناطق القبلية مع خيبر بختونخوا
أقرت الجمعية الوطنية الباكستانية يوم الخميس، 24 مايو 2018، تعديلاً دستوريًا تاريخيًا يسعى إلى الاندماج الذي طال انتظاره بين المناطق القبلية الخاضعة للإدارة الاتحادية مع خيبر بختونخوا بأغلبية 229 صوتًا مقابل 1.
هذا ينهي تأثير اللائحة في المناطق القبلية، مما يجعلها خاضعة للقوانين واللوائح التي أقرتها جمعية خيبر بختونخوا بموجب دستور باكستان، بعد فترة انتقالية لمدة عامين على الأكثر ستدير خلالها الحكومة الاتحادية عملية الانتقال.